# نجلاء بدر
نجلاء بدر (6 أكتوبر 1974 -)، إعلامية وممثلة مصرية.

## حياتها الشخصية
ارتبطت بشاب مصري «ضحت بالكثير من أجله»، حتى أنها تركت العمل مع محطة «إم بي سي» في لندن بناءً على رغبته، قبل أن تكتشفت في النهاية خيانته لها جسديًا مع امرأة أخرى، ما دفعها للانفصال عنه، والدخول في مرحلة اكتئاب لازمتها لفترة.
ارتبطت بالفنان محمد منير لكن لم يكتب لهما الزواج، حيث أثناء عملها في إم بي سي لندن تعرفت عليه أثناء تحضيرها للقاء صحفي كان من المفترض أن تجريه معه، وأخبرها بحبه لها ورغبته في الزواج منها ووافقت رغم اعتراض والدها بسبب فارق السن، فيما أبدت والدتها موافقتها وفرحتها بهذه الزيجة، وذلك "بسب حبها الشديد له كمطرب معروف، وكذلك كإنسان محترم"، وفقا لنجلاء. وأضافت: "تم تحديد موعد للقاء، واتفقوا على كل تفاصيل الزواج وأخبرها برغبته في اعتزالها الفن بشكل نهائي والبعد عن مجال الإعلام قبل الزواج، ووافقت على طلبه في النهاية لم يتم الزواج بسبب تهرّبه من الرد على المكالمات قبل موعد عقد القران بأيام، حيث حاولت الاتصال به لكنه اختفى من حياتها
عام 2016 ارتبطت بخطيبها رجل الأعمال المصري «محمد عفيفي»، وأثناء استضافتها في استديو برنامج «بوضوح» مع الإعلامي عمرو الليثي، المذاع على قناة «الحياة» قام بتقديم «الشبكة» أثناء تسجيل الحلقة. وفور دخوله «عفيفي» للاستديو طالبت بوقف التصوير، ولكن الليثي أصر على استكمال التصوير وعدم توقفه.

## مشوارها المهني

### دخولها مجال التمثيل
والدتها مصممة أزياء جميع الفوازير سواء "نيللى وشيريهان" و"فطوطة"، أول بداية فنية لها كانت في فوازير "نيللى"، وشاركت في حلقات من "فطوطة" رفض والدها دخول معهد التمثيل، رغم حصولها على مجموع عالي في الثانوية العامة فطلب منها دخول كلية الإعلام" 
بدأت حياتها المهنية في التمثيل من خلال مسلسل «النوة» المعروف «بسوكة واخواتها» ثم كان مشروع تخرجها هو فيلم ' محاكمة شهر زاد مع الراحل علاء ولي الدين من إخراج وائل فهمي عبد الحميد، ثم شاركت في مسلسل ' هذا الحب العملاق ' من إخراج تيسير عبود بعد حصولها علي دورات تدريبية اعداد ممثل، عرض عليها مسلسل (ريش نعام) ورشحتها للدور ريم البارودي وهو من إخراج خيري بشارة وبطولة داليا البحيري توالت بعدها أعمالها في التلفزيون والسينما

### عملها في المجال الإعلامي
كانت في السنة الدراسية الثالثة بكلية الإعلام جامعة القاهرة كان المخرج وائل فهمي عبد الحميد يستعد لتصوير برنامج على إحدى قنوات شبكة راديو وتلفزيون العرب وطلب منها العمل كمذيعة برنامج (ما يطلبه المشاهدون) لمدة عامين وأثناء عمل والدها في سلطنة عمان  خلال زيارة والدتها وأثناء زيارتها لمبنى تلفزيون عمان طلبوا منها تصوير برنامج (لقاء الظهيرة) خلال فترة اقامتها هناك وكان علي الهواء مع مذيع اسمه محمد المرجبي وكانت أول مذيعة مصرية تظهر علي الشاشة العمانية، ثم عادت إلى القاهرة وظللت لفترة حتى كلمها شخص من وزارة الاعلام في عمان لتقدم برنامج مسابقات في عمان اسمه (9 في 9) وبينما كنت هناك كلمني الشيخ علي الحديسي رئيس مجلس إدارة قنوات إم بي سي للسفر إلى لندن لتقديم برنامج لكني اعتذرت له بسبب انشغالها بالدراسة، وعندما انتهت من دراستي الجامعية عام 1996 كلمني عمرو الليثي وكان مدير مكتب الإم بي سي بالقاهرة وطلب مني تقديم برنامج (اخترنا لكم) والذي كانت تقدمه شافكي المنيري وتركته بعدما تزوجت، واستمررت هناك سنة ونصف السنة ثم قدمت استقالتها لكونها صغيرة ولم تستطع تحمل الغربة أكثر من ذلك، قدمت برنامج منوعات على شاشة قناة النيل للمنوعات من 1998-2000 دون تعاقد  ثم عادت إلى مصر حتي وجدت في عام 2000 اعلانا عن طلب مذيعين للعمل.. وكانت أول مرة ترسل فيها سيرتها الذاتية قبلت وقدمت برنامج ' مهنتك بالدنيا ' علي شبكة أوربت الإعلامية، ثم عرضت عليها الإعلامية نشوة الرويني تقديم برنامج علي الام بي سي مرة أخرى واستمررت معهم من 2001 وحتي 2010 ثم قدمت استقالتي للمرة الثانية بعدما ظهرت في برامج شهيرة مثل (حروف والوف) ثم (اكشن) ثم (اكشن مع نجلاء بدر) ثم (فير فاكتور) ثم (الخزنة لايف) واخيرا برنامج (سكوب), عام 2010 عرض عليها برنامج (سواريه) علي التلفزيون المصري قدمت بعدها برنامج (أنت والمليون) هو في الاصل برنامج اجنبي تم تقديمه في 40 دولة وعرض على قناة المحور.عام 2015 عادت للتقديم على قناة" إم بي سي مصر”، من خلال برنامج المسابقات العالمي “CASH OR SPLASH”، 

## أعمالها

### في التلفزيون
| سنة الإنتاج | اسم المسلسل                      | الشخصية              |
| ----------- | -------------------------------- | -------------------- |
| 2023        | صوت وصورة                        | نرمين                |
| 2023        | رمضان كريم 2                     | زيزي                 |
| 2023        | في كل أسبوع حكاية (حكاية روليت)  |                      |
| 2022        | بابلو                            | توحة                 |
| 2021        | إلا أنا 2 (حكاية ويبقى الأثر)    | ياسمين               |
| 2021        | نسل الأغراب                      | ذهب                  |
| 2021        | بين السما والأرض                 | ريهام صدقي / رقية    |
| 2020        | إلا أنا                          |                      |
| 2020        | لؤلؤ                             | نهال                 |
| 2020        | البرنس                           | لبنى                 |
| 2020        | الفتوة                           | جميلة                |
| 2019        | أبو جبل                          | رحاب                 |
| 2019        | شبر مية                          | (نجوى)               |
| 2019        | الزوجة 18                        | (ليلى)               |
| 2018        | لدينا أقوال أخرى                 | (شيرين)              |
| 2018        | أمر واقع                         | (داليا)              |
| 2018        | كلبش 2                           | (شاهندا زوجة ماجد)   |
| 2017        | رمضان كريم                       | (زيزي زوجة سامي)     |
| 2017        | نصيبي وقسمتك 2                   | (هانية)              |
| 2017        | 30 يوم                           | (صافي)               |
| 2016        | ستات قادرة                       |                      |
| 2016        | جريمة شغف                        | (شيرين)              |
| 2016        | فوق مستوى الشبهات                | (دينا)               |
| 2016        | جراب حواء                        |                      |
| 2015        | بين السرايات                     | (نعيمة)              |
| 2015        | الصعلوك                          |                      |
| 2014        | أنا عشقت                         |                      |
| 2014        | قلوب                             | (أية عبد السلام)     |
| 2013        | الزوجة الثانية                   | (راوية)              |
| 2013        | بدون ذكر أسماء                   | (الزوجة الثانية)     |
| 2013        | حكاية حياة                       |                      |
| 2013        | تحت الأرض                        |                      |
| 2012        | على كف عفريت                     |                      |
| 2012        | الصفعة                           |                      |
| 2012        | طرف ثالث                         | (الوزيرة فريدة)      |
| 2012        | شمس الأنصاري                     |                      |
| 2011        | شارع عبد العزيز                  | (روان)               |
| 2011        | إحنا الطلبة                      | (ياسمينا)            |
| 2010        | ريش نعام                         | (دينا)               |
| 2010        | زهرة وأزواجها الخمسة             | (خطيبة فريد السابقة) |
| 2009        | ليالي                            |                      |
| 2006        | اللي اختشوا ماتوا                |                      |
| 1991        | النوة                            | (ميريت جابر قبطان)   |
| 1991        | هذا الحب العملاق سهرة تليفزيونية |                      |
| 1990        | ناس وناس ج 2                     |                      |
| 1983        | فطوطة (الأفلام)                  | (طفلة)               |
| 1981        | فوازير نيللي                     | (طفلة)               |

### في السينما
| سنة الإنتاج | الفلم             | الشخصية |
| ----------- | ----------------- | ------- |
| 2024        | ليلة العيد        |         |
| 2023        | ساعة إجابة        |         |
| 2021        | النهارده يوم جميل | سالي    |
| 2021        | المحكمة           |         |
| 2015        | قدرات غير عادية   | (حياة)  |
| 2012        | جدو حبيبي         |         |

### تقديم البرامج
| البرنامج           | عرض على             | العام     |
| ------------------ | ------------------- | --------- |
| ما يطلبه المشاهدون | art المنوعات        | 1993      |
| لقاء الظهيرة       | تلفزيون عمان        | 1994      |
| 9 × 9              | تلفزيون عمان        | 1995      |
| اخترنا لكم         | إم بي سي            | 1996-1998 |
| برنامج منوعات      | قناة النيل للمنوعات | 1998-2000 |
| مهنتك بالدنيا      | قناة الثانية        | 2000      |
| حروف وألوف         | إم بي سي            | 2002-2003 |
| تحدي الخوف         | إم بي سي            | 2003      |
| أكشن               | إم بي سي            | 2003      |
| أكشن مع نجلاء بدر  | إم بي سي            | 2004      |
| افير فاكتور        | إم بي سي            | 2004      |
| الخزنة لايف        | إم بي سي            | 2005      |
| سكوب               | إم بي سي            | 2005      |
| سواريه             | التلفزيون المصري    | 2010      |
| أنت والمليون       | قناة المحور         | 2012      |
| كاش أور سبلاش      | إم بي سي            | 2015      |

### الفيديو كليبات التي شاركت بها كموديل
| سنة الإنتاج | الفنان      | الأغنية      |
| ----------- | ----------- | ------------ |
| 1993        | طارق فؤاد   | بتخدني عيونك |
| 1993        | إيهاب توفيق | مين قدو      |

## وصلات خارجية
- نجلاء بدر على موقع IMDb (الإنجليزية)
- نجلاء بدر على موقع الدهليز
- نجلاء بدر على موقع قاعدة بيانات الأفلام العربية